# Epigynopteryx subbasalis
Epigynopteryx subbasalis là một loài bướm đêm trong họ Geometridae.